# Latin Herbarius
Latin Herbarius es generalmente conocido como el «Herbarius Latino». El Herbarius fue compilado de fuentes más antiguas y era lo suficientemente popular como para efectuar diez reimpresiones antes de 1499. Ilustra y describe 150 plantas y medicinas, de las que 96 se encuentran comúnmente en los boticarios. Hay razones para creer que Schöffer fue el encargado de la compilación, aunque el nombre del compilador no se graba. Fue publicado con el nombre de Herbarius - plurimorum Rogatu … (1484).